# الغشاء الخارجي للبكتيريا

تركيب غلام الخلية السالبة للغرام

الغشاء الخارجي للبكتيريا يكون موجود في بكتيريا سلبية الغرام. الغشاء الخارجي يختلف عن الغشاء الخلوي- والجزء الخارجي من الغشاء يتضمن الدهون كثيرة السكريات عديد السكاريد الشحمي والدهون تمثل الذيفان الداخلي عديد السكاريد الشحمي ويرتبط بالببتيدوجلايكان عن طريق البروتين الدهني براون Braun's lipoprotein.
بورينز Porins من الممكن ان توجد في هذه الطبقة..

## الأهمية السريرية
إذا دخلت الدهون إلى الدورة الدموية سوف تسبب تفاعل الذيفان عن طريق تنشيط TLR 4. ليبيد A فتكون محفزةً للمناعة وتسبب استجابة قوية بواسطة النظام المناعي.
المريض سيعاني من ارتفاع في درجة الحرارة ومعدل التنفس وانخفاض في ضغط الدم ومن الممكن أن يؤدي إلى صدمة ذيفانية التي من الممكن ان تكون قاتلة.